# Jon Dahl Tomasson
Jon Dahl Tomasson (* 29. srpna 1976 Kodaň, Dánsko) je bývalý dánský reprezentační fotbalista, který od roku 2020 trénuje anglický klub Blackburn Rovers.

## Klubová kariéra
S Feyenoordem vyhrál Pohár UEFA 2001/02, ve finále přispěl gólem k výhře 3:2 nad německým týmem Borussia Dortmund.
V roce 2003 vyhrál Ligu mistrů UEFA, tentokrát s AC Milán. V letech 2002 a 2004 byl zvolen dánským fotbalistou roku.

## Reprezentační kariéra
Za celou svou kariéru v dánské seniorské reprezentaci (1997–2010) vstřelil Tomasson celkem 52 gólů ve 112 zápasech. Kromě titulu dánský fotbalista roku se stal také nejlepším dánským střelcem. Hrál na mistrovství Evropy ve fotbale 2000 a 2004, také na mistrovství světa ve fotbale 2002 a 2010.

### Mistrovství Evropy 2004
Na Euru 2004 vstřelil gól 18. června proti Bulharsku (výhra 2:0). 22. června 2004 nastoupil v posledním zápase základní skupiny C proti Švédsku (oba týmy potřebovaly na zajištění postupu ze skupiny minimálně remízu 2:2 nebo vyšší (3:3, 4:4 atd.), která by vyřadila ze hry Itálii) a vstřelil 2 góly, zápas skončil 2:2. Ve čtvrtfinále Dánsko podlehlo České republice 0:3 a z turnaje vypadlo.

### Mistrovství světa 2010
Tomasson se zúčastnil Mistrovství světa 2010 v Jihoafrické republice, kde se Dánsko utkalo v základní skupině E postupně s Nizozemskem (14. června, prohra 0:2), Kamerunem (19. června, výhra 2:1) a Japonskem (24. června, prohra 1:3). Tomasson nastoupil pouze ve dvou utkáních (proti Kamerunu a Japonsku), proti Japonsku dal jediný gól svého mužstva. Dánsko skončilo se třemi body na nepostupovém třetím místě tabulky a se světovým šampionátem se rozloučilo. Poté, co vstřelil svůj 52. gól za A-mužstvo v reprezentační kariéře (proti Japonsku), rozhodl se Tomasson po vyřazení z turnaje odejít z národního týmu.

## Trenérská kariéra
V průběhu června 2015 se stal trenérským asistentem v klubu Vitesse Arnhem.
Od července 2020 trénoval jako hlavní kouč ve Švédsku klub Malmö.

## Přestupy
- z SC Heerenveen do Newcastle United za 3 900 000 eur
- z Newcastle United do Feyenoord za 3 200 000 eur
- z Feyenoord do AC Milan zadarmo
- z AC Milán do VfB Stuttgart za 7 500 000 eur
- z VfB Stuttgart do Villarreal CF za 1 000 000 eur
- z Villarreal CF do Feyenoord zadarmo

## Klubová statistika
| Klub             | Sezóna  | Liga   | Liga | Pohár  | Pohár | LM či EL | LM či EL | celkem | celkem |
| Klub             | Sezóna  | zápasy | Goly | zápasy | Goly  | zápasy   | Goly     | zápasy | Goly   |
| ---------------- | ------- | ------ | ---- | ------ | ----- | -------- | -------- | ------ | ------ |
| Køge BK          | 1992    | 2      | 0    | 0      | 0     | 0        | 0        | 2      | 0      |
| Køge BK          | 1993    | 15     | 5    | 5      | 5     | 0        | 0        | 20     | 10     |
| Køge BK          | 1994    | 31     | 23   | 2      | 4     | 0        | 0        | 33     | 27     |
| SC Heerenveen    | 1994/95 | 16     | 5    | 2      | 1     | 0        | 0        | 17     | 6      |
| SC Heerenveen    | 1995/96 | 30     | 14   | 1      | 0     | 0        | 0        | 31     | 14     |
| SC Heerenveen    | 1996/97 | 32     | 18   | 6      | 6     | 0        | 0        | 38     | 24     |
| Newcastle United | 1997/98 | 23     | 3    | 5      | 1     | 7        | 0        | 35     | 4      |
| Feyenoord        | 1998/99 | 33     | 13   | 3      | 1     | 2        | 2        | 38     | 16     |
| Feyenoord        | 1999/00 | 28     | 10   | 1      | 0     | 11       | 4        | 38     | 16     |
| Feyenoord        | 2000/01 | 31     | 15   | 2      | 1     | 2        | 1        | 35     | 17     |
| Feyenoord        | 2001/02 | 30     | 17   | 1      | 1     | 7        | 4        | 38     | 22     |
| AC Milan         | 2002/03 | 20     | 3    | 7      | 4     | 10       | 3        | 37     | 11     |
| AC Milan         | 2003/04 | 26     | 12   | 4      | 2     | 7        | 1        | 38     | 16     |
| AC Milan         | 2004/05 | 30     | 6    | 3      | 2     | 6        | 1        | 40     | 9      |
| VfB Stuttgart    | 2005/06 | 26     | 8    | 5      | 1     | 6        | 2        | 37     | 11     |
| VfB Stuttgart    | 2006    | 4      | 0    | 3      | 0     | 0        | 0        | 7      | 0      |
| Villarreal CF    | 2006/07 | 11     | 4    | 0      | 0     | 0        | 0        | 11     | 4      |
| Villarreal CF    | 2007/08 | 25     | 3    | 4      | 0     | 8        | 5        | 37     | 8      |
| Feyenoord        | 2008/09 | 13     | 9    | 0      | 0     | 1        | 0        | 14     | 9      |
| Feyenoord        | 2009/10 | 24     | 11   | 4      | 1     | 0        | 0        | 28     | 12     |
| Feyenoord        | 2010/11 | 0      | 0    | 0      | 0     | 0        | 0        | 0      | 0      |
| Celkově          | Celkově | 450    | 180  | 57     | 31    | 67       | 23       | 576    | 236    |

## Úspěchy

### Klubové
- 1× vítěz nizozemské ligy (1998/99)
- 1× vítěz italské ligy (2003/04)
- 1× vítěz německé ligy (2006/07)
- 1× vítěz italského poháru (2002/03)
- 1× vítěz nizozemského superpoháru (1999)
- 1× vítěz italského superpoháru (2004)
- 1× vítěz Ligy mistrů (2002/03)
- 1× vítěz Poháru UEFA (2001/02)
- 1× vítěz evropského superpoháru (2003)

### Reprezentační
- 2× na MS (2002, 2010)
- 2× na ME (2000, 2004)

### Individuální
- 1× talent ligy v Nizozemsku (1996)
- 2× dánský fotbalista roku (2002, 2004)[2]